# La Chapelle-aux-Naux
La Chapelle-aux-Naux település Franciaországban, Indre-et-Loire megyében. Lakosainak száma 558 fő (2022. január 1.). La Chapelle-aux-Naux Bréhémont, Lignières-de-Touraine, Vallères, Villandry és Langeais községekkel határos.

## Népesség
A település népességének változása:
| Lakosok száma | 428  | 402  | 458  | 522  | 573  | 586  | 571  | 569  | 567  | 558  |
|               | 1968 | 1982 | 1990 | 2006 | 2013 | 2015 | 2017 | 2019 | 2020 | 2022 |